# Trasformatore di impedenza a un quarto d'onda

Utilizzo di una linea di trasmissione come trasformatore di impedenza.

Un trasformatore di impedenza a un quarto d'onda, spesso indicato come trasformatore di impedenza a λ/4, è un tratto di linea di trasmissione o di guida d'onda, utilizzato nell'ingegneria elettrica, di lunghezza pari a un quarto di lunghezza d'onda (λ), terminato con qualche impedenza nota.
Al suo ingresso, esso presenta l'impedenza duale dell'impedenza con cui è terminato, cioè un'impedenza proporzionale al reciproco di quest'ultima.
Si tratta di un concetto simile a quello di stub; ma, mentre uno stub viene terminato con un cortocircuito o lasciato a circuito aperto e la lunghezza è scelta in modo tale da ottenere l'impedenza richiesta, per il trasformatore a λ/4 è il contrario, nel senso che la lunghezza è pre-determinata ed è la terminazione ad essere scelta per ottenere l'impedenza richiesta.
Se una linea è non dissipativa, la relazione tra impedenza caratteristica Z0, impedenza d'ingresso Zin e impedenza del carico ZL è:
{\displaystyle {\frac {Z_{\mathrm {in} }}{Z_{0}}}={\frac {Z_{0}}{Z_{L}}}}
ossia:
{\displaystyle Z_{\mathrm {in} }={\frac {Z_{0}^{2}}{Z_{L}}}}

## Applicazioni

Il filtro passa-basso a elementi concentrati (in alto) può essere convertito in un progetto che elimina gli induttori e contiene condensatori solo mediante l'uso di invertitori J, risultando un progetto misto a elementi concentrati e a elementi distribuiti.

Alle frequenze radio delle alte VHF o superiori fino alle frequenze delle microonde un tratto corrispondente a un quarto di lunghezza d'onda è, convenientemente, abbastanza corto da permettere di incorporare questo componente all'interno di molti prodotti, ma non così piccolo affinché esso non possa essere prodotto utilizzando le normali tolleranze ingegneristiche ed è a queste frequenze che si incontra più spesso il dispositivo. È particolarmente utile per ottenere un induttore a partire da un condensatore, poiché i progettisti preferiscono quest'ultimo.
Un'altra applicazione si ha quando deve essere immessa in una linea di trasmissione l'alimentazione CC, la quale può essere necessaria per alimentare un dispositivo attivo collegato alla linea, come ad esempio un transistor di commutazione o un diodo varicap. Una sorgente ideale di tensione CC ha impedenza di uscita nulla, cioè, dal punto di vista dell'impedenza di uscita, si presenta come un cortocircuito e non è utile connettere un cortocircuito direttamente sulla linea.  L'alimentazione in CC tramite un trasformatore a λ/4 trasformerà il cortocircuito in un circuito aperto, il che non ha effetto sui segnali sulla linea. Allo stesso modo, un circuito aperto può essere trasformato in un cortocircuito.
Il dispositivo può essere usato come componente in un filtro e, in tale applicazione, a volte è noto come invertitore di impedenza, poiché produce un valore di impedenza proporzionale al reciproco di un'impedenza data. Gli invertitori di impedenza non devono essere confusi con il più comune significato di inverter per un dispositivo che la funzione inversa rispetto a quella di un raddrizzatore. Invertitore è un termine generale per la classe di circuiti che ha la funzione di invertire un'impedenza.  Esistono molti di questi circuiti e il termine non implica necessariamente un trasformatore a λ/4. L'uso più comune per gli invertitori è quello di convertire la progettazione di un filtro a due tipi di elementi come un filtro LC, quale una rete a scaletta, in una con un filtro a un solo tipo di elementi. Analogamente, per i filtri passa-banda, un filtro a due tipi di risonatori (risonatori e anti-risonatori) può essere convertito in uno a un solo tipo a un risonatori. Gli invertitori sono classificati come invertitori K o invertitori J secondo che essi invertano un'impedenza in serie o un'ammettenza in shunt. I filtri che incorporano invertitori λ/4 sono adatti solo per applicazioni a banda stretta. Accade ciò perché la linea del trasformatore di impedenza ha la lunghezza elettrica corretta di λ/4 solo a una frequenza specifica. Più il segnale è lontano da questa frequenza, meno accuratamente il trasformatore di impedenza riprodurrà la funzione di invertitore di impedenza e meno accuratamente rappresenterà i valori degli elementi della progettazione originale del filtro a elementi concentrati.

## Teoria alla base del funzionamento

I trasformatori a un quarto d'onda sono illustrati in una carta di Smith delle impedenze. Guardando verso un carico attraverso una lunghezza di una linea di trasmissione senza perdite, l'impedenza normalizzata cambia all'aumentare di, seguendo il cerchio blu. A, l'impedenza normalizzata si riflette intorno al centro della carta.

Onde stazionarie su una linea di trasmissione con un carico a circuito aperto (in alto) e un carico cortocircuitato (in basso). I punti neri rappresentano gli elettroni e le frecce mostrano il campo elettrico. A un quarto di lunghezza d'onda dal circuito aperto, le oscillazioni di corrente e di tensione sono esattamente le stesse di quelle che si hanno con un cortocircuito e viceversa. Questo riflette il fatto che un circuito aperto è duale a un cortocircuito.

Una linea di trasmissione che viene terminata con una certa impedenza, ZL, che è differente dall'impedenza caratteristica, Z0, comporterà un'onda riflessa dalla terminazione indietro verso la sorgente.  All'ingresso della linea la tensione riflessa si somma alla tensione incidente e la corrente riflessa si sottrae (perché l'onda viaggia nella direzione opposta) dalla corrente incidente. Il risultato è che l'impedenza d'ingresso della linea (rapporto tra tensione e corrente) differisce dall'impedenza caratteristica e per una linea di lunghezza {\displaystyle l} è data da:
{\displaystyle Z_{\mathrm {in} }=Z_{0}{\frac {Z_{L}+Z_{0}\tanh(\gamma l)}{Z_{0}+Z_{L}\tanh(\gamma l)}}}
dove γ è la costante di propagazione della linea.
Per una linea di trasmissione molto breve, come quelle qui considerate, in molte situazioni non si avranno perdite apprezzabili lungo la linea, la quale quindi potrà essere considerata non dissipativa, e la costante di propagazione può essere considerata una costante di fase puramente immaginaria, jβ, per cui l'espressione dell'impedenza si riduce a:
{\displaystyle Z_{\mathrm {in} }=Z_{0}{\frac {Z_{L}+jZ_{0}\tan(\beta l)}{Z_{0}+jZ_{L}\tan(\beta l)}}}
Poiché, numericamente, β coincide con il modulo del vettore d'onda, ossia:
{\displaystyle \beta ={\frac {2\pi }{\lambda }}\ ,}
per una linea da un quarto di lunghezza d'onda, si ha:
{\displaystyle l={\frac {\lambda }{4}}\ ,} {\displaystyle \beta l={\pi  \over 2}\ ,}
e l'impedenza, considerando il limite al tendere a {\displaystyle \pi  \over 2} dell'argomento della funzione tangente, diventa:
{\displaystyle Z_{\mathrm {in} }=\lim _{\beta l\rightarrow \pi /2}{Z_{0}{\frac {Z_{L}+iZ_{0}\tan({\beta l})}{Z_{0}+iZ_{L}\tan({\beta l})}}}=Z_{0}{\frac {iZ_{0}}{iZ_{L}}}={\frac {{Z_{0}}^{2}}{Z_{L}}}}
che altro non è che la condizione per le impedenze duali:
{\displaystyle {\frac {Z_{\mathrm {in} }}{Z_{0}}}={\frac {Z_{0}}{Z_{L}}}}